# Dieter Bender (Wirtschaftswissenschaftler)
Dieter Bender (* 7. Oktober 1942 in Wiesbaden) ist ein deutscher Wirtschaftswissenschaftler.

## Laufbahn
Dieter Bender studierte an der Johannes-Gutenberg-Universität Mainz Volkswirtschaftslehre. Nach Promotion und Habilitation wurde er an der Universität Essen Professor für Ökonomie, bevor er einen Ruf als Lehrstuhlinhaber für internationale Wirtschaftsbeziehungen der Ruhr-Universität Bochum annahm. Bender interessiert sich in Forschung und Lehre besonders für die Verwendung von klassischen sowie neueren Keynesianischen Modellen.
Seit 2001 gehört Dieter Bender zum Direktorium des Instituts für Entwicklungsforschung und Entwicklungspolitik an der Ruhr-Universität Bochum und ist aktiv in der Lehre und Doktorandenbetreuung des Instituts tätig.
Bender war Mitunterzeichner des eurokritischen Manifests Die währungspolitischen Beschlüsse von Maastricht: Eine Gefahr für Europa (1992) und des Hamburger Appells (2005).